# Cuevas de Denísova
Las cuevas de Denísova (en ruso: Денисова пещера) son unas cavernas ubicadas en el macizo de Altái, en Siberia, Rusia, cerca de la ciudad de Chiorny Anui, y a 360 km de Barnaul. Localizadas sobre el margen izquierdo del río Anui, cubren un área de 270 m², y contienen una cámara central con diversas galerías laterales.
En el siglo XVIII, las cuevas fueron habitadas por un ermitaño llamado Dionisi ("Denís"), y recibieron su nombre en su homenaje; los nativos, por su parte, las denominaban Ayu-Tash ("Piedra del Oso"). Hacia 1980, un equipo de científicos rusos descubrió restos arqueológicos en su interior y comenzó a explorar las cuevas, identificando veintidós estratos que contenían artefactos arqueológicos que databan de la época del ermitaño Dionisi hasta cerca de 125 000 a 180 000 años atrás. La determinación de la antigüedad de estos estratos se llevó a cabo a través de la termoluminiscencia de los sedimentos encontrados o, en algunos casos, por la datación por radiocarbono del carbón presente en ellos.
Entre estos artefactos se encontraron herramientas de los estilos musteriense y levallois, atribuidos a neandertales. Además, los investigadores encontraron objetos decorativos hechos de hueso, presas de mamuts y dientes de diversos animales, cáscaras de huevos de avestruces, y fragmentos de un brazalete de piedra y colgantes.

## Descubrimiento delhominído de Denísova
Las cavernas han sido investigadas por científicos del Instituto de Arqueología y Etnología de Novosibirsk. Entre los objetos que fueron descubiertos, dejados en el sitio entre 30 000 a 48 000  ños atrás, pudieron ser identificados diversos huesos. Uno de éstos, la falange de una niña, fue analizado por el genetista sueco Svante Pääbo y su equipo del Instituto Max Planck de Antropología Evolutiva de Leipzig, y su ADN mitocondrial reveló una estructura genética que pertenecería a una posible nueva especie humana, bautizada como el homínido de Denísova.
En el año 2012 fue encontrado en estas cuevas el fósil de una niña híbrida de primera generación hija de una mujer neandertal y un hombre denisovano, el llamado Denisova 11 (Denny), siendo el único homínido híbrido de primera generación hallado